# M-ratio
Az M-ratio (M szám) a pókerben megmutatja, a játékos mennyire bánhat szabadon zsetonjaival, azaz hogy hány körön keresztül tudja megadni a kötelező vaktéteket és alaptéteket, mielőtt zsetonkészlete teljesen elfogyna, és így kiesne a versenyből. Készpénzes játékokban a zsetonmennyiség meghatározására nem az M-szám használatos, azt a nagy vakok számában adják meg. Alacsony M számnál a játékos nem tudja ellenfelével eldobatni a lapjait, mert ellenfele számára előbb-utóbb kötelező lesz bármelyik két lappal megadnia hívását.
Az M-számot először Dan Harrington használta Harrington on Hold-em című könyvében. A következő képlet adja meg:
{\displaystyle M={\frac {\mbox{stack}}{{\mbox{small blind}}+{\mbox{big blind}}+{\mbox{total antes}}}}}
Harrington az M-számot a következő intervallumok szerint osztályozta:
| M-ratio     | Zóna    | Optimális stratégia                                                                     |
| ----------- | ------- | --------------------------------------------------------------------------------------- |
| M ≥ 20      | zöld    | A játékos tetszése szerint választhat stratégiát                                        |
| 10 ≤ M < 20 | sárga   | több kockázatot kell vállalni, a kis kézbe párokat és a kis konnektorokat el kell dobni |
| 5 ≤ M < 10  | narancs | veszélyzóna                                                                             |
| 1 ≤ M < 5   | vörös   | all-in vagy fold                                                                        |
| M < 1       | halott  | teljesen a szerencsén múlik                                                             |

## Fordítás
- Ez a szócikk részben vagy egészben az M-ratio című angol Wikipédia-szócikk ezen változatának fordításán alapul.  Az eredeti cikk szerkesztőit annak laptörténete sorolja fel. Ez a jelzés csupán a megfogalmazás eredetét és a szerzői jogokat jelzi, nem szolgál a cikkben szereplő információk forrásmegjelöléseként.